# La Salvetat-sur-Agout
La Salvetat-sur-Agout este o comună în departamentul Hérault din sudul Franței. În 2009 avea o populație de 1.210 de locuitori.

## Evoluția populației
| An        | 1975  | 1982  | 1990  | 1999  | 2006  | 2009  |
| --------- | ----- | ----- | ----- | ----- | ----- | ----- |
| Populație | 1.115 | 1.174 | 1.153 | 1.118 | 1.194 | 1.210 |